# オスターブロック (小惑星)
オスターブロック（6107 Osterbrock）は小惑星帯に位置する小惑星。アメリカ合衆国の天文学者カール・ワータネンがリック天文台で発見した。
リック天文台の所長を務めたアメリカの天文学者ドナルド・オスターブロック（英語: Donald Edward Osterbrock、1924年 - 2007年）に因んで命名された。